# Saint-Génard
Saint-Génard är en kommun i departementet Deux-Sèvres i regionen Nouvelle-Aquitaine i västra Frankrike. Kommunen ligger i kantonen Melle som tillhör arrondissementet Niort. År 2017 hade Saint-Génard 351 invånare.

## Befolkningsutveckling
Antalet invånare i kommunen Saint-Génard
| Referens: INSEE |